# Henry Fitzalan-Howard, jarl af Arundel og Surrey
Henry Miles Fitzalan-Howard, jarl af Arundel og Surrey (født 3. december 1987 i London) er en britisk racerkører, og han er medlem af den engelske Howard-slægt. Til 2002 var han lord Maltravers og fra 2002 er han kendt som Henry Arundel. 

## Jarl af Arundel og Surrey
I 2002 blev Henry Fitzalan-Howard den 37. jarl af Arundel og den 20. jarl af Surrey.

## Arving til titlen som hertug af Norfolk
Henry Fitzalan-Howard er den ældste søn af Edward Fitzalan-Howard, 18. hertug af Norfolk (født 1953). Dermed er han den nærmeste arving til titlen som den 19. hertug af Norfolk. 
Han er også arving til den ene af de to arvelige pladser i Overhuset, og han er arving til embedet som Earl Marshal. 